# Araneus gazerti
Araneus gazerti är en spindelart som först beskrevs av Embrik Strand 1909.  Araneus gazerti ingår i släktet Araneus och familjen hjulspindlar. Inga underarter finns listade i Catalogue of Life.